# جون لوجي بيرد

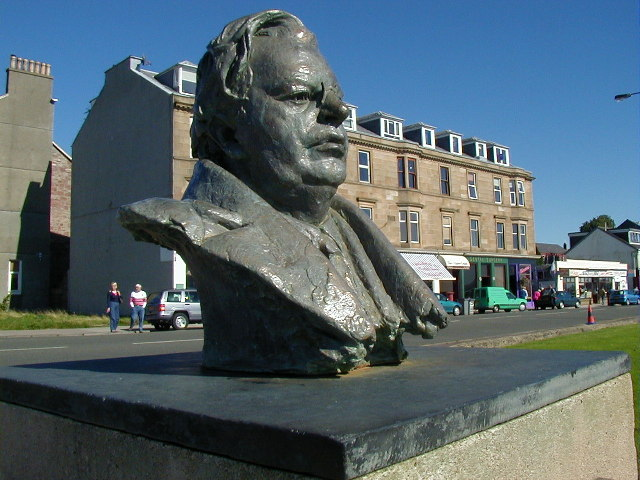
تمثال جون لوجي بيرد

جون لوجي بيرد (بالإنجليزية: John Logie Baird)‏ زميل الجمعية الملكية في إدنبرة (/ˈloʊɡi bɛərd/؛ 13 أغسطس 1888 – 14 يونيو 1946) كان مهندسًا اسكتلنديًا، ومبتكرًا، وواحدًا من مخترعي التلفزيون الميكانيكي، وقدَّم أول نظام لتلفزيون ميكانيكي شغّال في 26 يناير 1926، ومخترع كلٍ من أول نظام تلفزيوني ملون يقدم بشكل علني، وأول أنبوب صور لتلفزيون ملون إلكتروني بشكل تام.
حققت شركة بيرد تيليفيجن ديفيلوبمنت في عام 1928 أول إرسال تلفزيوني عبر الأطلسي. وحققت نجاحات بيرد التقنية المبكرة ودوره في التقديم العملي للبث التلفزيوني للترفيه المنزلي منزلة مرموقة في تاريخ التلفزيون.
صُنف بيرد في المرتبة 44 في قائمة البي بي سي لأعظم 100 بريطاني بعد تصويت في المملكة المتحدة عام 2002. في عام 2006، سُمي بيرد واحدًا من أعظم 10 علماء اسكتلنديين في التاريخ، وأُدرج في «قاعة مشاهير العلوم الاسكتلندية» التابعة للمكتبة الوطنية لاسكتلندا. وأُدخل عام 2015 إلى قاعة مشاهير الهندسة الاسكتلندية.

## سنواته المبكرة
وُلد بيرد في 13 أغسطس 1888 في هيلينسبرغ، دانبارتونشاير، وكان الأصغر سنًا من بين أربعة أطفال لريفيريند جون بيرد، قس كنيسة اسكتلندا لكنيسة القديس بيرد المحلية ووالدته جيسي موريسون إنجليس، ابنة الأخت اليتيمة من عائلة بناة السفن ثرية من غلاسكو.
درس في أكاديمية لارتشفيلد (الآن جزء من مدرسة لوموند) في هيلينسبرغ؛ الكلية التقنية لغلاسكو وغرب اسكتلندا؛ وجامعة غلاسكو. تولى بيرد سلسلةً من الوظائف الهندسية عندما كان في الكلية باعتبارها جزءًا من الدورة. ساعدته الظروف في غلاسكو الصناعية وقتها في تشكيل قناعاته الاشتراكية ولكنها ساهمت أيضًا باعتلال صحته. أصبح لا أدريًا، ولم يوتر هذا علاقته مع والدته مع ذلك. وقد توقفت دورته الدراسية بسبب الحرب العالمية الأولى ولم يعد أبدًا لكي يتخرج.
تطوَّع في بداية عام 1915 ليخدم في الجيش البريطاني ولكنه اعتُبر غير مؤهل للخدمة الفعلية. ولكونه غير قادر على الذهاب للجبهة، تولى وظيفةً مع شركة كلايد فالي للطاقة الكهربائية، التي كانت تعمل في الذخائر.

## تجارب التلفزيون
كان تطوير التلفزيون نتيجةً لعمل العديد من المخترعين. ومن بينهم بيرد الذي كان رائدًا بارزًا في المجال وقام بتحسينات فيه. يَنسب الكثير من المؤرخين الفضل لبيرد لكونه أول من أنتج صورة تلفزيون حية ومتحركة، وذات تدرج رمادي من الضوء المنعكس. حقق بيرد هذا، بينما فشل في تحقيقه مخترعون آخرون، وذلك عن طريق الحصول على خلية ضوئية أفضل وتحسين تكييف الإشارات من الخلية الضوئية ومضخم الفيديو.
بين العامين 1902 و1907، اخترع الفيزيائي الألماني آرثر كورن وبنى أول دوائر تكييف إشارات ناجحة لنقل الصورة. تغلبت الدوائر على تأثير التأخر المُخرب للصور الذي هو جزء من خلايا السيلينيوم الضوئية. وسمحت دوائر كورن البديلة له بإرسال صور فاكس ثابتة عن طريق الهاتف أو اللاسلكي بين البلدان وحتى فوق المحيطات، بينما عملت دائرته دون أن تنتفع من التضخيم الإلكتروني. أشار نجاح كورن في نقل صور ثابتة ذات لون نصفي إلى أن دوائر بديلةً كهذه قد تعمل في التلفاز. وكان بيرد المنتفع المباشر من بحث كورن ونجاحه.
في محاولاته الأولى لتطوير نظام تلفزيون شغّال، جرَّب بيرد قرص نيبكو. كان بول جوتليب نيبكو قد اخترع نظام قرص المسح هذا عام 1884. ويطلق مؤرخ التلفاز ألبرت أبرامسون على براءة اختراع نيبكو «براءة اختراع التلفزيون الرئيسية». عمَل نيبكو كان مهمًا بسبب أن بيرد وغيره اختاروا تطويره ليصبح وسيطًا للبث.
في بداية عام 1923، وبحالة صحية سيئة، انتقل بيرد إلى 21 لنكون كريسينت، هاستينغ، على الساحل الجنوبي لإنجلترا. وأجَّر لاحقًا ورشةً في كوينز آركيد في البلدة. أنشأ بيرد ما أصبح مستقبلًا أول جهاز تلفزيون شغّال في العالم باستخدام مواد شملت صندوق قبعات قديم وزوجًا من المقصات، وبعض إبر الرتق، وبعض عدسات ضوء الدراجة الهوائية، وصندوق شاي مستعمل، وشمع ختم وغراء كان قد اشتراهما. في فبراير 1924، بيَّن لراديو تايمز أن نظام التلفزيون التناظري الشبه ميكانيكي كان ممكنًا عن طريق نقل الصور الظلية. في يوليو من نفس السنة، تلقى صعقة كهربائية بمقدار 100 فولط، ولكنه نجا منها بيد محروقة فقط، وطلب منه مالك سكنه السيد تري نتيجةً لذلك إخلاء المبنى. قدَّم بيرد أول وصف عام عن الصور الظلية المتحركة بواسطة التلفاز في متجر سيلفريدجز في لندن في سلسلةٍ من العروض مدة ثلاثة أسابيع بدأت في 25 مارس 1925.
نقل بيرد في مختبره في 2 أكتوبر 1925 أول عمل تلفزيوني بنجاح بصور رمادية التدريج: رأس دمية المتكلم البطني الملقب بـ «ستوكي بيل» في صورة من 30 خطًا ممسوح بشكل عمودي، وبمقدار خمس صور في الثانية. نزل بيرد إلى الطابق السفلي وأتى بعامل مكتب، وهو ويليام إدوارد تايتون ذو العشرين عامًا، ليرى ما سيكون عليه الوجه البشري، وأصبح تايتون أول شخص يُبَث تلفزيونيًا بمدى نغمي. في بحثه عن الترويج الإعلامي، زار بيرد صحيفة ديلي إكسبريس ليروج لاختراعه. أُصيب محرر الأخبار بالرعب ويُنقل عن أحد موظفيه قوله: «بالله عليك، انزل تحت إلى صالة الاستقبال وتخلص من المجنون الذي هناك. يقول إن لديه آلة للرؤية اللاسلكية! راقبه، قد يكون يحمل موسًا».

### أولى العروض العامة
في 26 يناير 1926، كرر بيرد النقل أمام أعضاء من المعهد الملكي ومراسل من ذا تايمز في مختبره في 22 فريث سترست في منطقة سوهو في لندن، حيث يقع بار إيتاليا الآن. في هذا الوقت، كان قد حسَّن من معدل المسح ليصبح 12.5 صورة في الثانية. وكان هذا أول عرض عملي لنظام التلفاز الذي بإمكانه بث صور متحركة بتدرج نغمي.
عَرَض أول نقل ملون في العالم في 3 يوليو 1928، باستخدام أقراص المسح في الأطراف الناقلة والمستلمة مع ثلاث لوالب من الثقوب، يحتوي كل لولب على فلتر مختلف لأحد الألوان الرئيسية؛ وثلاثة مصادر ضوء في الطرف المستلم، مع مبادل كهربائي ليناوب إضاءة المصادر. كان العرض لفتاة شابة ترتدي قبعات بألوان مختلفة. أصبحت نويل جوردون لاحقًا ممثلةً تلفزيونيةً ناجحة، وتشتهر بالتمثيلية الاجتماعية كروسرودز. وعرض في نفس تلك السنة التلفزيون المجسم.
في عام 1927، نقل بيرد إشارة تلفزيون بعيدة المدى لأكثر من 438 ميلًا (707 كيلومترًا) بواسطة خط هاتف بين لندن وغلاسكو؛ ونقل بيرد أول صور تلفزيون بعيدة المدى في العالم إلى فندق سنترال في محطة غلاسكو المركزية. كان هذا النقل رد بيرد على بث تلفزيوني لمسافة 225 ميلًا بين محطات مختبرات إيه تي آند بيل. كانت محطات بيل في نيويورك وواشنطن العاصمة. وحدث البث التلفزيوني السابق في إبريل 1927، قبل عرض بيرد بشهر.
أسس بيرد شركة بيرد تيليفيجن ديفيلوبمنت المحدودة، التي قامت بأول بث تلفزيوني عبر الأطلسي، من لندن إلى، هارتسديل، نيويورك، وأول برنامج تلفزيوني للبي بي سي. وفي نوفمبر 1929، أسس بيرد ونرنارد ناتان أول شركة تلفزيون في فرنسا، تلفزيون بيرد ناتان. كان بث ذا مان وذ ذا فلاور إن هز ماوث في 14 يوليو 1930 أول عمل درامي يظهر على تلفزيون المملكة المتحدة. بث بيرد أول بث حي خارجي للبي بي سي بنقل الديربي عام 1931. وعرض نظام تلفاز مسرحي، بشاشة بعرض قدمين وطول خمسة أقدام (60 سم عرضًا و150 سم طولًا)، في استاد لندن، وبرلين، وباريس، وستوكهولم. كان قد حسَّن بحلول عام 1939 إسقاطه المسرحي ليبث مباراة ملاكمة على شاشة بأبعاد 15 قدمًا طولًا (4.6 مترًا) و12 قدمًا عرضًا (3.7 مترًا(.

## نشأته
عاش جون لوجي بيرد في أحضان أسرة فقيرة فلما بلغ الثانية عشر من عمره عمل جاهدا لمساعدة والده فكان يجمع بعض الخردوات فيصلحها ويبيعها في السوق. والده كان قسًا في كنيسة اسكتلندا المشيخية.
حال سوء صحة جون بيرد بينه وبين مزاولته لمهنته كمهندس كهربائي، فانكب على دراسة التلفزيون منذ سنة 1903 ووضع أول نظام تلفزة عملي، وقد استخدم نظامه لفترة قصيرة قبل استحداث طرق أفضل للتلفزة، وفي عام 1928 أعلن عن اختراعه للتلفزيون الملون. وقد استخدم بيرد في نظامه الأشعة تحت الحمراء. عرض التلفاز الذي عمل جون لوجي بيرد على صنعه يوم جنازته لتعرضه بالاشعة تحت الحمراء التي زادت حالته سوءًا.

## حياته
عاش بيرد في منزل في شارع محطة باريس، Bexhill على البحر، شرق ساسكس، إلى الشمال مباشرة من المحطة نفسها. توفي جون لوجي بيرد في Bexhill في 14 يونيو 1946 بعد اصابته بجلطة في فبراير من ذلك العام.

## روابط خارجية
- جون لوجي بيرد على موقع IMDb (الإنجليزية)
- جون لوجي بيرد على موقع الموسوعة البريطانية (الإنجليزية)
- جون لوجي بيرد على موقع إن إن دي بي (الإنجليزية)